# De Montfort
De Montfort es una variedad cultivar de ciruelo (Prunus domestica), de las denominadas ciruelas europeas,
una variedad de ciruela variedad antigua obtenida en 1822 en Montfort-sur-Risle (Seine-Maritime).
Las frutas tienen un tamaño medio, con un color de piel violeta carmesí con reticulación amarilla superpuesta, punteado abundante, y pulpa de color amarillo verdoso, con textura muy firme suculenta, jugosa, y sabor muy dulce agradablemente picante.

## Historia
'De Montfort' es una variedad de ciruela antigua, Variedad obtenida en Montfort-sur-Risle (Seine-Maritime) en los viveros de Mme Hébert hacia 1822.
'De Montfort' está cultivada en diversos bancos de germoplasma de cultivos vivos tales como en National Fruit Collection (Colección Nacional de Fruta) de Reino Unido con el número de accesión: 1970 - 003 y nombre de accesión: De Montfort. Recibido por "The National Fruit Trials" (Probatorio Nacional de Frutas) en 1970.

## Características
'De Montfort' árbol de vigor moderado, de generosa producción, requiere poco mantenimiento. Requiere suelo ligero y una posición soleada. Tiene un tiempo de floración que comienza a partir del 12 de abril con el 10% de floración, para el 17 de abril tiene una floración completa (80%), y para el 25 de abril tiene un 90% de caída de pétalos.
'De Montfort' tiene una talla de tamaño medio (peso promedio 31.30 g.), de forma ovoide, con la sutura perceptible, línea fina, situada en una depresión más o menos acentuada, continuando en la parte inferior dorsal; epidermis con abundante pruina blanco azulada, no se aprecia pubescencia, siendo el color de la piel violeta carmesí con reticulación amarilla superpuesta, punteado abundante; Pedúnculo de longitud largo (12.53 mm promedio), medio con la parte superior formando maza, sin pubescencia, ubicado en una cavidad del pedúnculo de anchura media, medianamente profunda, medianamente rebajada en la sutura y más suavemente en el lado opuesto;pulpa de color amarillo verdoso, con textura muy firme suculenta, jugosa, y sabor muy dulce agradablemente picante.
Hueso semi libre, con ligera adherencia solo en zona ventral, de tamaño pequeño, elíptico redondeado, zona pistilar amplia y redondeada, zona ventral y surcos poco acusados, caras laterales medianamente labradas, granulosas.
Su tiempo de recogida de cosecha se inicia en su maduración en la segunda decena de agosto.

## Usos
La ciruela 'De Montfort' debido sus características de calidad, se usa como fruta fresca de postre en mesa, aunque también se utiliza en usos culinarios, y de repostería, se transforma en mermeladas, almíbar de frutas, compotas.

## Cultivo
La ciruela 'De Montfort' excepto en una posición soleada y protegida del viento.
La ciruela 'De Montfort' es autofértil y no necesita polen de otras variedades para cuaje del fruto.